# 壽春公主 (明太祖)
壽春公主（1370年代1373年前—1388年8月1日），明朝公主，明太祖朱元璋第九女。
洪武十九年三月十日（1386年4月9日），公主下嫁穎國公傅友德之子傅忠。當時規定：公主未受封者，每年供給各類絲綢布卷；如果受封，賜莊田，每年給歲一千五百石，鈔二千貫。由於壽春公主深得明太祖喜愛，於是賜吳江縣良田一百二十余頃、歲入八千石，遠遠超過其他公主數倍。
壽春公主生有一个独生子傅彦。洪武二十一年六月二十九日（1388年8月1日），公主去世。1394年，朱元璋将傅友德一家逼杀，仅留下了外孙傅彦。